# Burt L. Monroe, Jr.
Burt Leavelle Monroe, Jr. (* 25. August 1930 in Louisville, Kentucky; † 14. Mai 1994 ebenda) war ein US-amerikanischer Ornithologe.

## Leben
Monroe war das einzige Kind von Ethelmae Tuell und Burt L. Monroe, Sr. 1945, im Alter von 14 Jahren, veröffentlichte er unter dem Titel Short-eared Owls wintering near Louisville seinen ersten Artikel in der Vogelzeitschrift Kentucky Warbler. Im Mai 1948 schloss er die Anchorage High School ab. Im Juni 1953 erhielt er seinen Bachelor of Science mit höchster Auszeichnung in Biologie von der University of Louisville. Von 1953 bis 1959 diente er als Marineflieger und Fluglehrer bei der United States Navy. Im Frühjahr 1960 und im August 1961 begleitete er George Hines Lowery auf zwei große Museumsexpeditionen, die erste nach Australien und Neuseeland und die zweite nach Afrika. Im Dezember 1960 heiratete er Rose Sawyer. Aus dieser Ehe gingen zwei Söhne hervor. 1965 wurde er unter der Leitung von Lowery an der Louisiana State University mit der Dissertation A Distributional Survey of the Birds of Honduras zum Ph.D. in Wirbeteltierzoologie promoviert. Im selben Jahr wurde er Assistenzprofessor und Administrator an der University of Louisville.
Er unterrichtete Ornithologie, Herpetologie, systematische Zoologie und Zoogeographie und betreute die Forschung zahlreicher Doktoranden. 1970 übernahm er den Vorsitz des Fachbereichs Biologie und blieb in dieser Funktion 23 Jahre lang tätig.
Monroe war Vizepräsident und Präsident der Kentucky Ornithological Society, Schatzmeister und Präsident (von 1990 bis 1992) der American Ornithologists’ Union (AOU) und Vorsitzender des Ausschusses für Klassifikation und Nomenklatur dieser Organisation. Im Jahr 1983 verfasste er die AOU Check-list of North American Birds. Für seine Beiträge für die American Ornithologists’ Union und die American Association for the Advancement of Science wurde er in beiden Organisationen zum Fellow ernannt.
1990 veröffentlichte er in Zusammenarbeit mit Charles Sibley die 1000 Seiten umfassende Schrift Distribution and Taxonomy of Birds of the World. 1993 erschien das Werk A World Checklist of Birds, auch als Sibley–Monroe checklist bekannt, und 1994 die posthume Publikation Birds of Kentucky.
Monroe starb im Mai 1994 an Krebs.